# Max Christiansen
 (août 2025).
Pour les articles homonymes, voir Christiansen.
Max Christiansen, né le 25 septembre 1996 à Flensbourg, est un footballeur allemand. Il évolue au poste de milieu de terrain au Hanovre 96.

## Carrière en club
Originaire de Flensburg, Christiansen a commencé à jouer au football avec les équipes locales SV Adelby et Flensburg 08. En 2010, à l'âge de 13 ans, il a rejoint les rangs de jeunes de Holstein Kiel où il n'est resté qu'un an. Il a ensuite rejoint l'académie de football de Hansa Rostock, qui comprenait la fréquentation d'une école privée.
Par la suite, il a fait son chemin à travers les équipes de jeunes de Rostock et a finalement été promu à la première équipe, jouant alors en 3. Liga. Il a fait ses débuts le 29 mars 2014 lors d'un match à domicile contre les Stuttgarter Kickers, jouant 80 minutes comme titulaire. Par la suite, Christiansen est devenu un habitué et a attiré l'attention de plusieurs clubs de première et deuxième division.
Au cours de la trêve hivernale suivante, 2014-15, Rostock a été confronté à de graves difficultés financières et a dû acquérir des revenus en vendant des joueurs. Christiansen a déménagé au club de 2. Bundesliga, le FC Ingolstadt, pour une indemnité de transfert supposée être de 500 000 € et a signé un contrat de trois ans et demi jusqu'en 2018.
Peu de temps après la fin de la saison 2020-2021, le SpVgg Greuther Fürth, nouvellement promu en Bundesliga, a annoncé la signature de Christiansen pour la saison 2021-2022. Il est arrivé en transfert libre et a signé un contrat jusqu'en 2023.
Christiansen a rejoint le Hannover 96 en vue de la saison 2023-24 avec un contrat de deux ans.

## Carrière internationale
Christiansen était le capitaine de l'équipe d'Allemagne des moins de 20 ans et a été sélectionné six fois,. Auparavant, il avait également été sélectionné pour les équipes U19 et U17.
Il faisait partie de l'équipe pour les Jeux olympiques d'été 2016, où l'Allemagne a remporté la médaille d'argent.

## Statistiques
| Saison                | Club                  | Championnat           | Championnat | Championnat | Coupe(s) nationale(s) | Coupe(s) nationale(s) | Coupe régionale | Coupe régionale | Total | Total |
| Saison                | Club                  | Division              | M.          | B.          | M.                    | B.                    | M.              | B.              | M.    | B.    |
| 2013-2014             | FC Hansa Rostock      | 3. Liga               | 7           | 1           | 0                     | 0                     | -               | -               | 7     | 1     |
| 2014-2015             | FC Hansa Rostock      | 3. Liga               | 17          | 0           | 0                     | 0                     | 1               | 0               | 18    | 0     |
| Sous-total            | Sous-total            | Sous-total            | 24          | 1           | 0                     | 0                     | 1               | 0               | 25    | 1     |
| 2014-2015             | FC Ingolstadt 04      | 2. Bundesliga         | 4           | 1           | 0                     | 0                     | -               | -               | 4     | 1     |
| 2015-2016             | FC Ingolstadt 04      | Bundesliga            | 19          | 0           | 1                     | 0                     | -               | -               | 20    | 0     |
| 2016-2017             | FC Ingolstadt 04      | Bundesliga            | 11          | 0           | 1                     | 0                     | -               | -               | 12    | 0     |
| 2017-2018             | FC Ingolstadt 04      | 2.Bundesliga          | 16          | 0           | 1                     | 0                     | -               | -               | 17    | 0     |
| Sous-total            | Sous-total            | Sous-total            | 50          | 1           | 3                     | 0                     | -               | -               | 53    | 1     |
| 2018-2019             | DSC Arminia Bielefeld | 2.Bundesliga          | 7           | 0           | 2                     | 0                     | -               | -               | 9     | 0     |
| Sous-total            | Sous-total            | Sous-total            | 7           | 0           | 2                     | 0                     | -               | -               | 9     | 0     |
| 2019-2020             | SV Waldhof Mannheim   | 3. Liga               | 29          | 2           | 1                     | 0                     | 4               | 2               | 34    | 4     |
| 2020-2021             | SV Waldhof Mannheim   | 3. Liga               | 25          | 1           | -                     | -                     | 2               | 0               | 27    | 1     |
| Sous-total            | Sous-total            | Sous-total            | 54          | 3           | 1                     | 0                     | 6               | 2               | 61    | 5     |
| 2021-2022             | Greuther Fürth        | Bundesliga            | 27          | 0           | -                     | -                     | -               | -               | 27    | 0     |
| 2022-2023             | Greuther Fürth        | 2.Bundesliga          | 31          | 0           | 1                     | 0                     | -               | -               | 32    | 0     |
| Sous-total            | Sous-total            | Sous-total            | 58          | 0           | 1                     | 0                     | 0               | 0               | 59    | 0     |
| 2023-2024             | Hanovre 96            | 2.Bundesliga          | 9           | 0           | 1                     | 0                     | -               | -               | 10    | 0     |
| Sous-total            | Sous-total            | Sous-total            | 9           | 0           | 2                     | 0                     | 0               | 0               | 11    | 0     |
| Total sur la carrière | Total sur la carrière | Total sur la carrière | 194         | 5           | 8                     | 0                     | 7               | 2               | 209   | 7     |

## Palmarès
Allemagne Olympique
Médaille d'argent aux Jeux Olympiques 2016 avec l'équipe d'Allemagne.